# Lemno minoris-Salvinion natantis
Lemno minoris-Salvinion natantis (Slavnić 1956 em. R.Tx. et A.Schwabe 1981) – syntakson w randze związku należący do klasy Lemnetea minoris. Związek obejmuje wyłącznie wodne zbiorowiska roślinne, które są budowane przez roślinne organizmy należące do pleustonu z udziałem paproci z gatunku salwinia pływająca (Salvinia natans).

## Charakterystyka
Związek ten grupuje wszelkie zbiorowiska należące do klasy Lemnetea minoris z udziałem rzadkiej wodnej paproci z gatunku salwinia pływająca (Salvinia natans). Zbiorowiska te są jednowarstwowe lub dwuwarstwowe. W drugim przypadku warstwę podwodną tworzy rzęsa trójrowkowa (Lemna trisulca) - sama lub razem z osobnikami należącymi do gatunku wgłębka wodna (Riccia fluitans). Zbiorowiska występują w wodach stosunkowo ciepłych. Związek obejmuje wyłącznie jeden zespół.
WystępowanieZbiorowiska należące do tego związku są rozpowszechnione głównie w południowej części Europy. W Polsce są to zbiorowiska rzadkie. Znanych jest kilka stanowisk, głównie w dolinie środkowej Wisły. Można je spotkać na powierzchni wód stojących i wolno płynących. Często występują w kompleksie z wyżej uorganizowanymi zbiorowiskami roślin wodnych i szuwarów nadbrzeżnych.
Charakterystyczna kombinacja gatunków
ChCl., ChO. : rzęsa drobna (Lemna minor), spirodela wielokorzeniowa (Spirodela polyrhiza), wolfia bezkorzeniowa (Wolffia arrhiza)
ChAll. : salwinia pływająca (Salvinia natans)
Podkategorie syntaksonomiczne
W obrębie syntaksonu wyróżniany jest następujący zespół występujący w Polsce:
- Lemno minoris-Salvinietum natantis